# Anaea drucei
Anaea drucei är en fjärilsart som beskrevs av Otto Staudinger 1887. Anaea drucei ingår i släktet Anaea och familjen praktfjärilar. Inga underarter finns listade i Catalogue of Life.